# Acanthoponera peruviana
Acanthoponera peruviana är en myrart som beskrevs av Brown 1958. Acanthoponera peruviana ingår i släktet Acanthoponera och familjen myror. Inga underarter finns listade i Catalogue of Life.

## Bildgalleri

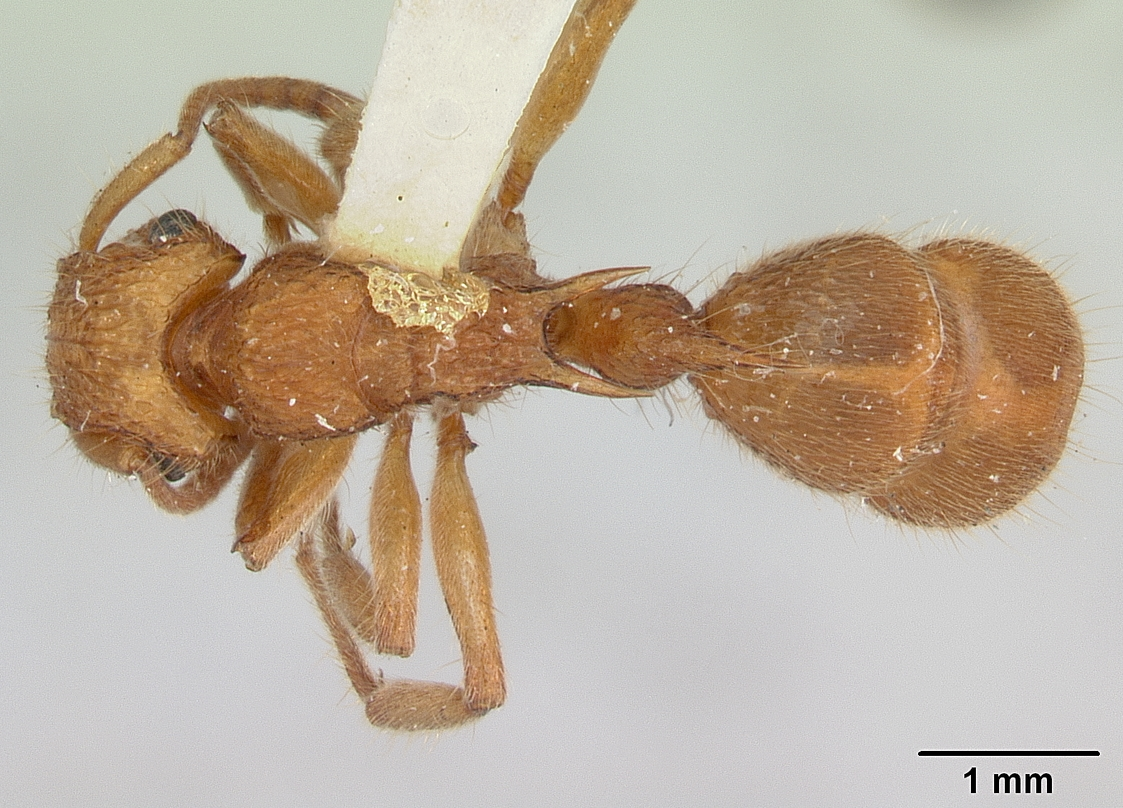
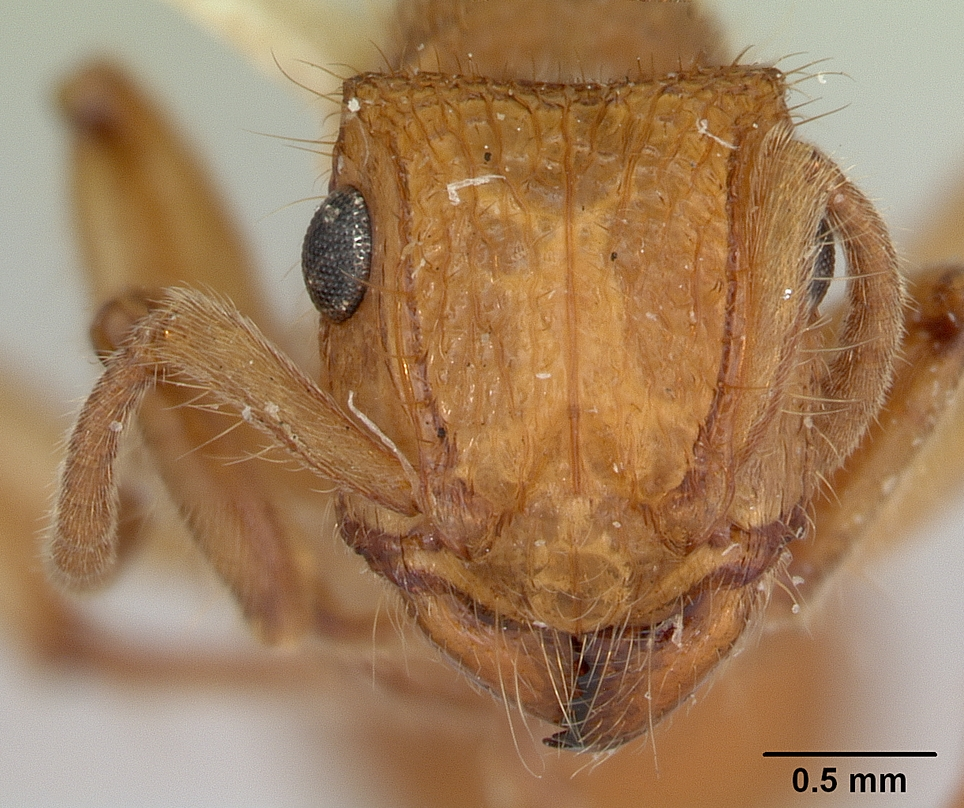
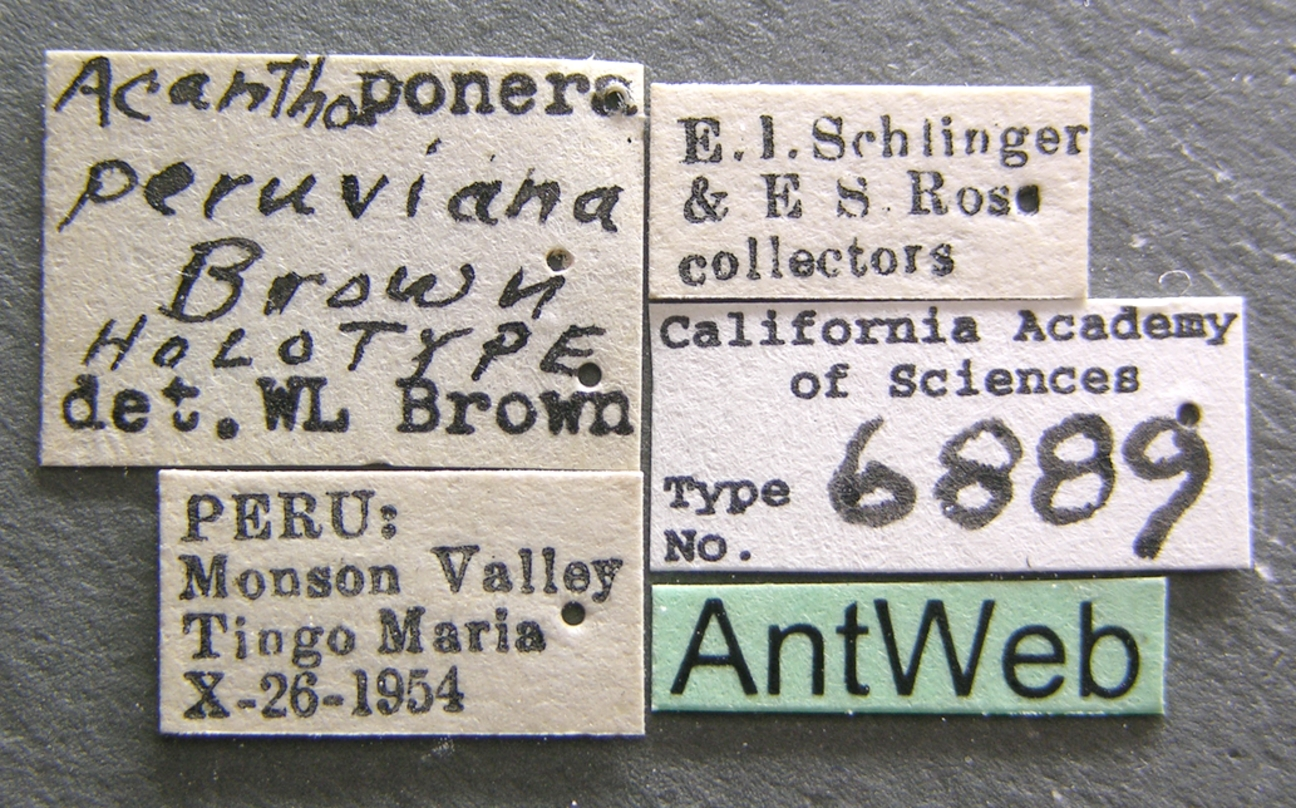
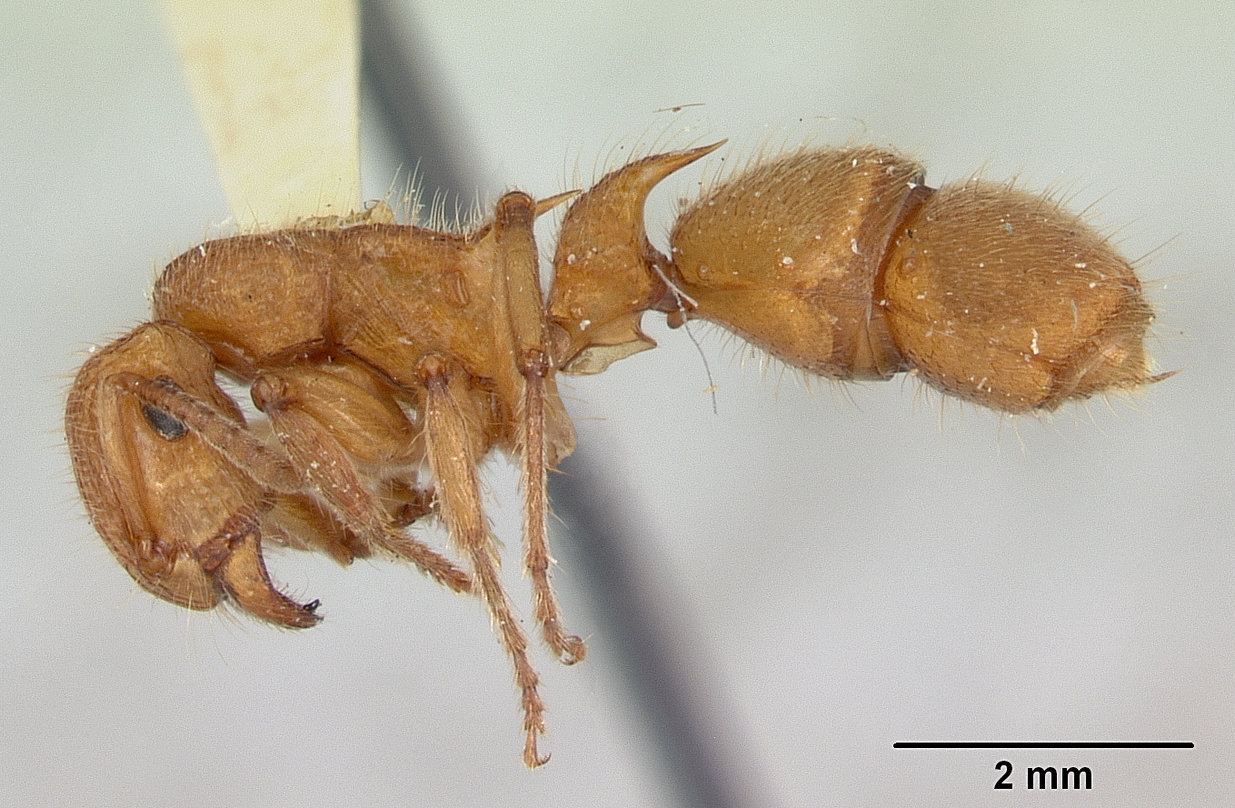